# Glossonema varians
Glossonema varians är en oleanderväxtart som först beskrevs av John Ellerton Stocks, och fick sitt nu gällande namn av George Bentham och Joseph Dalton Hooker. Glossonema varians ingår i släktet Glossonema och familjen oleanderväxter. Inga underarter finns listade i Catalogue of Life.